# Fonda de Sant Agustí
La fonda de Sant Agustí és un edifici situat a la plaça de Sant Agustí i el carrer de l'Hospital del Raval de Barcelona. Com que no està catalogat, li correspon la categoria D (bé d'interès documental), atorgada per defecte a tots els edificis del districte de Ciutat Vella.

## Història
Ocupa l'antiga biblioteca del convent de Sant Agustí Nou, desamortitzat el 1836, a la que es va annexionar una finca adjacent del carrer de l'Hospital propietat dels agustins, ambdues adquirides en subhasta pública per Antoni Xuriguer i Andarió.
El 1850 s'hi va instal·lar el teatre Odeon, i el 1856, l'edifici fou reformat sota la direcció del mestre d'obres Felip Ubach, amb la creació d'un nou accés des de la recentment creada Plaza de la Igualdad (avui de Sant Agustí).
El teatre, reobert el 13 de setembre del 1857, va tancar definitivament les portes el 1887. Aleshores, Xuriguer va presentar-ne un projecte de reforma, signat pel mestre d'obres Maurici Augé i Robert (1848-1908). Aquest hi va remuntar un quart pis, així com també va reformar-ne la façana, on es construïren uns nous balcons. L'interior fou compartimentat per adequar-lo a l'ús com a fonda.